# Oscar Andersson (utförsåkare)
Oscar Andersson, född 1982 i Sundsvall, är en svensk alpin skidåkare som tävlar för Sundsvalls SLK. Han har en 12:e plats i slalom från 2006 som bästa resultat i världscupen. Säsongen 2007/2008 placerade sig Andersson bland de trettio bästa på världscupen i tre deltävlingar. Andersson blev svensk mästare i slalom år 2008 i Almåsa/Östersund.